# دانشگاه لیورپول
دانشگاه لیورپول (به انگلیسی: University of Liverpool) یک دانشگاه تحقیقاتی دولتی در لیورپول واقع در منطقه مرزیساید انگلستان است که در سال ۱۹۰۳ میلادی بنیان‌نهاده شده‌است. هشت برنده جایزه نوبل از این دانشگاه بوده‌اند.